# Synchaeta johanseni
Synchaeta johanseni är en hjuldjursart som beskrevs av Harry K. Harring 1921. Synchaeta johanseni ingår i släktet Synchaeta och familjen Synchaetidae. Arten är reproducerande i Sverige. Inga underarter finns listade i Catalogue of Life.